# Зулу
Зулу (южноафрикански английски и исизулу: амазулу) са африканска етническа група от около 11 милиона души, което ги прави най-голямата етническа група в Република Южна Африка, където живеят главно в провинцията Квазулу-Натал. Езикът им исизулу е от групата на банту и, по-специално - от подгрупата нгуни.
В езика зулу „зулу“ означава „рай“ или „небе“.

## История
Зулу първоначално са малко племе в земите на по-късния Северен Квазулу-Натал, основано около 1709 г. от Зулу Кантомбхела. По онова време районът е населяван от много на брой малки племена и родове (наричани също „имзи“) от етническата група нгуни . Те мигрират на юг по източния африкански бряг в продължение на хиляди години и вероятно пристигат в днешна Южна Африка около 800 година.
За фактически основател на Зулуското царство се смята вожда Шака (Шака Зулу). То играе важна роля в южноафриканската история през 19 век и макар и с ограничена автономия съществува и по времето на Бурските войни. Сред последните му владетели е Динузулу (умрял през 1913 г.).
По времето на Апартейда хората от народността зулу са класифицирани като второкласни граждани и са сериозно дискриминирани, но след отмяната му имат равни права с всички останали южноафриканци.